# 五家站镇
五家站镇，是中华人民共和国吉林省松原市扶余市下辖的一个乡镇级行政单位。

## 行政区划
五家站镇下辖以下地区：
五家站社区、西园子村、东南村、东北村、菜园子村、许林村、东兴村、娄家村、保安村、桥北村、迎新村、万兴村、福兴村、朝阳川村、沈阳村、方家村、袁家村、班家村、公正村、桥西村、莲花村、临江村、甄祥村、马场村、东荒村和杨茂村。